# Tawaraya Sōtatsu
Sōtatsu, surnom: Inen, noms de l'atelier: Tawara-Ya et Taiseiken, dénommé généralement Tawaraya Sōtatsu, est un peintre japonais des XVIe – XVIIe siècles, de l'école Rinpa. Ses dates de naissance et de décès ne sont pas connues mais sa naissance à la fin du XVIe siècle d'après la datation de son œuvre, et sa mort se situe vers 1643. Une de ses œuvres est datée 1606, et des travaux de restauration d'un recueil précieux qu'on lui confia en 1602, laissent supposer une date de naissance vers la fin du XVIe siècle.

## Contexte
Le régime féodal solidement établi par le gouvernement shogunal des Tokugawa et soutenu par le développement de l'industrie et du commerce, assure au Japon une paix qui dure pendant deux siècles et demi. N'ayant plus à craindre des troubles intérieurs ou les invasions étrangères, les différentes classes sociales, militaire, aristocratique ou bourgeoise, font appel à des artistes de tendances très diverses pour satisfaire leur besoin d'œuvres d'art. En même temps qu'Edo s'impose comme centre politique, Ôsaka affirme son importance économique et Kyoto, siège de la famille impériale, maintient toujours sa haute tradition de culture. Par ailleurs, les seigneurs locaux s'efforcent de développer les sciences et les arts dans les provinces, et surtout dans les villes où ils résident.
L'élite aristocratique et l'empereur, ainsi que la grande bourgeoisie de Kyoto soutiennent et participent à un ensemble de réalisations (dont celles de Tawaraya Sōtatsu et de Hon'ami Kōetsu) fortement imprégnées d'un désir de haute culture, où l'époque de Heian et le début de l'époque de Kamakura servent de références. En cela ils se distinguent radicalement des productions commanditées par les nouvelles élites guerrières qui rivalisent depuis des siècles.
|  |  |

## Biographie et œuvre
Cet artiste reste une énigme : on ne conserve que très peu d'allusions à son travail, ses commandes et les jugements de ses contemporains. Si l'on situe son activité au début du XVIIe siècle, on ne sait rien, ni de ses dates de naissance et de mort, ni même de l'emplacement de sa tombe.

### Avant 1615
Le peintre qui signe, à partir de 1616, du nom de Sōtatsu semble avoir été nommé « de Tawaraya » auparavant, et « Tawaraya » serait le nom de son atelier ou de l'atelier dans lequel il travaille. Les activités connues de ce type d'atelier de décoration, à Kyoto, réunissent toutes les disciplines en lien avec la peinture : enluminure, peinture sur éventail, lanternes, coquillages et paravents, dessin d'architecture, dessin sur textile, poupées. Ils n'étaient pas seulement tournés vers le public mais aussi vers l'empereur, sa cour et l'aristocratie. Leur activité florissante répond à la demande d'une population urbaine qui renoue avec la prospérité, au cours de la reconstruction qui fait suite aux longues époques de guerres et de destructions.

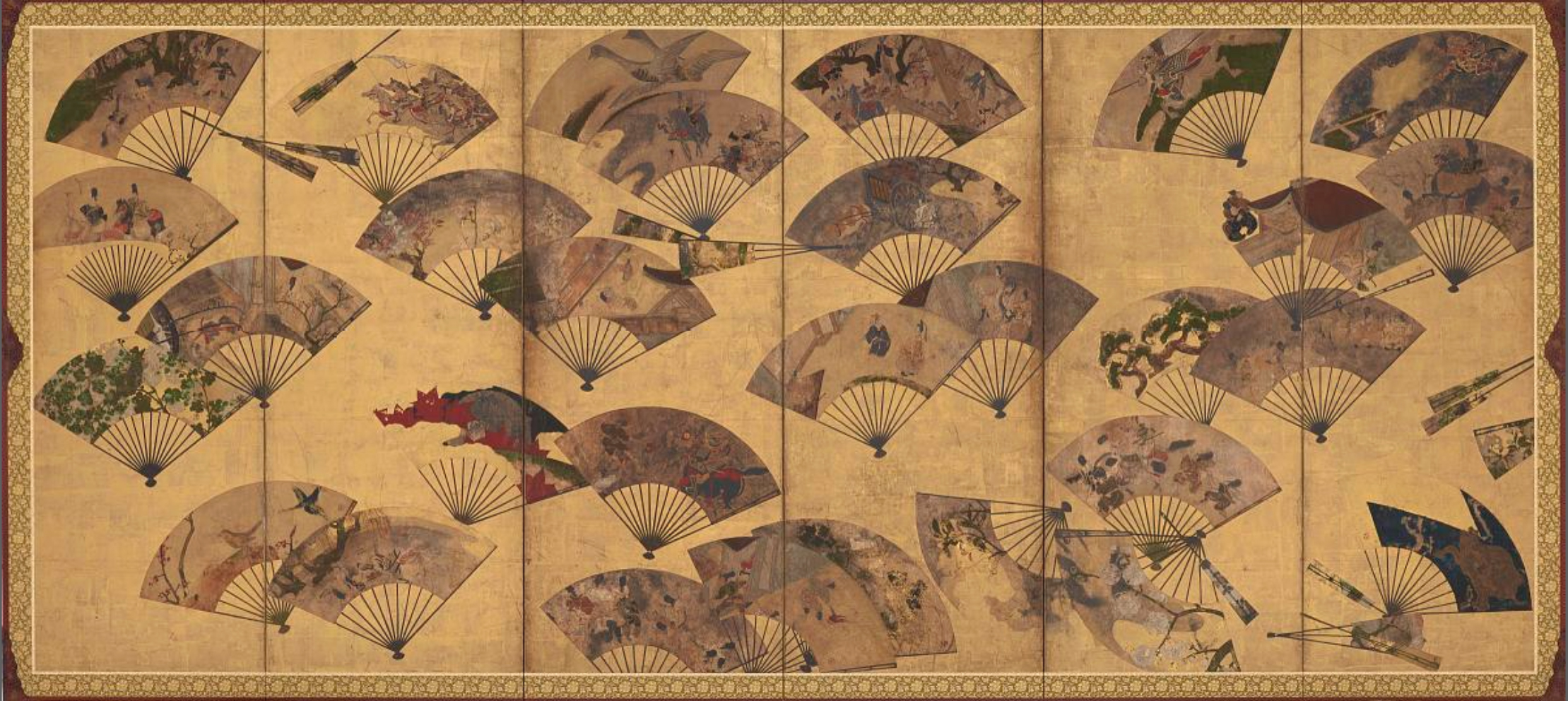
Le paravent aux éventails épars. Tawaraya Sōtatsu. Paravent à six panneaux, H x L (image):. Couleur, or et argent sur or sur papier. Freer Gallery of Art

Sōtatsu a vraisemblablement dirigé l'atelier Tawaraya. Il réalise, ou fait réaliser de nombreux éventails. Il existe encore de nombreuses peintures sur papier d'éventail (senmenga), réunies sur des paravents, du « style Sōtatsu », qui reprennent les mêmes thèmes et les mêmes compositions, où l'on distingue la touche du maître et de ses disciples. Il semble donc que le style décoratif de la maison Tawaraya est très en vogue à l'époque, et que c'est aussi par là que l'originalité de Sōtatsu est appréciée.
L'atelier Tawaraya procurait à l'empereur et à sa cour des papiers décorés pour la calligraphie. Dans cet atelier, en tant que Tawaraya, Sōtatsu peignait aussi des éventails, avant de recevoir des commandes plus importantes, comme la restauration d'un ancien recueil de poèmes de l'époque de Heian, des waka, composés en japonais et non en chinois classique, comme l'étaient les kanshi. Cette époque apparaissait, tant à l'empereur qu'à sa cour, comme un âge d'or de la culture japonaise, à l'apogée du pouvoir de l'empereur. Cette belle époque, de leur point de vue, chacun la faisait revivre par les poèmes, mis en parole, peut-être en musique, mais surtout, pour nous, en calligraphies inspirés, sur des papiers décorés et choisis ou réalisés par l'atelier Tawaraya en accord avec la poésie qu'ils devaient recevoir.
Sōtatsu fait aussi revivre la peinture de l'époque de Heian, ou Yamato-e, en y apportant son esprit novateur et des procédés surprenants. En effet, en 1602 le nom de Sōtatsu apparait pour la restauration d'un recueil de sutras ancien. Il s'agit d'une offrande déposée par la famille Heike en 1164, à la fin de l'époque de Heian (aux XIe et XIIe siècles) dans le sanctuaire d'Itsukushima sur l'île du même nom (ou Miyajima). Les créations artistiques de l'époque de Heian, et le style très particulier des enluminures de ce recueil, auront une importance essentielle pour Sōtatsu et ensuite pour toute l'école Rinpa à laquelle il donne l'impulsion initiale avec, même si le début de l'époque de Kamakura (1185-1333), qui suit l'époque de Heian, lui sert aussi de référence.
De nombreux rouleaux et albums (dont le plus ancien remonte à 1606) où la très belle calligraphie de Kōetsu vient s'inscrire sur des feuilles richement dotées de motifs au lavis d'or et d'argent par Sōtatsu, sont des œuvres collectives qui évoquent l'harmonie du dessin, de la calligraphie et de la poésie de l'époque de Heian. Jusqu'à cette époque l'or et l'argent n'étaient utilisés que pour rehausser un décor de tracés peints, Sōtatsu les emploie en lavis comme pigments aux effets chatoyants.

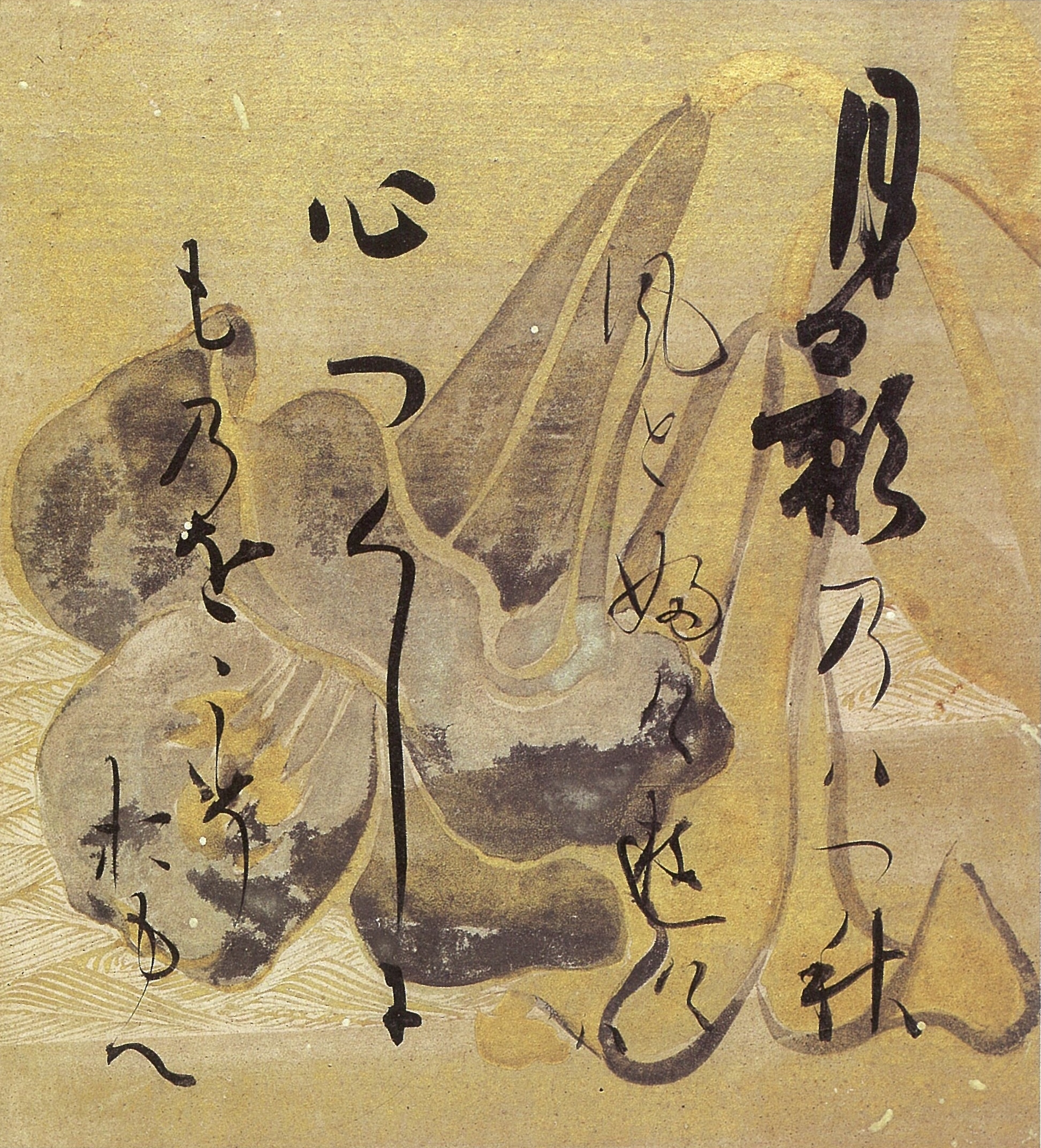
Fleurs des quatre saisons. Détail, d'un album de 12 p.. Poésie tirée du Shin Kokin Wakashū. Calligraphie: Kōetsu, peinture: Sōtatsu. Sunritz Hattori Museum of Arts (en), Nagano, Japon.
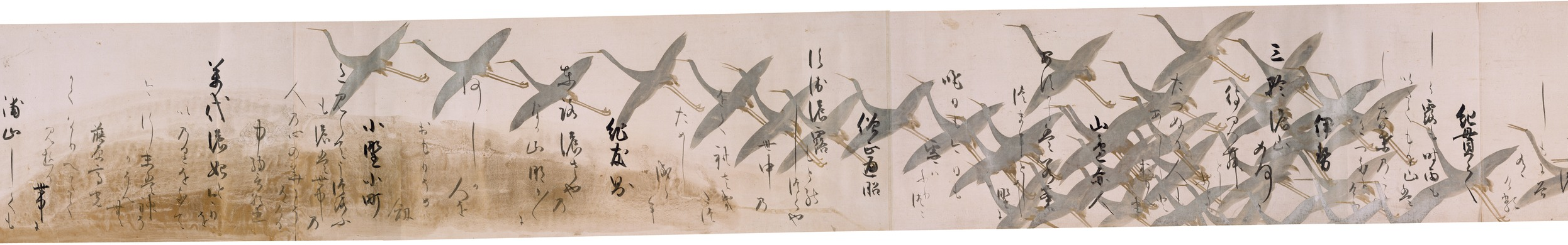
Tsuru emaki. Anthologie de poésie et grues en vol. Calligraphie: Kōetsu, peinture: Sōtatsu. Kyoto National Museum
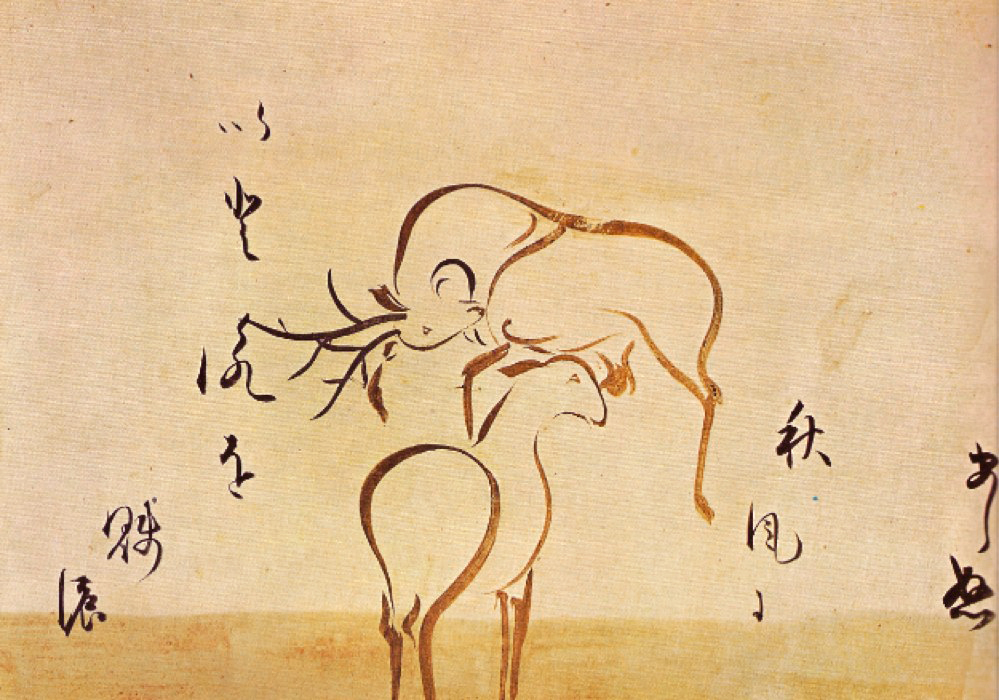
Les Cerfs (détail). Calligraphie: Kōetsu, peinture: Sōtatsu. Rouleau horizontal. Encre d'or et d'argent sur papier. H 34 cm. Musée d'art MOA, Atami.
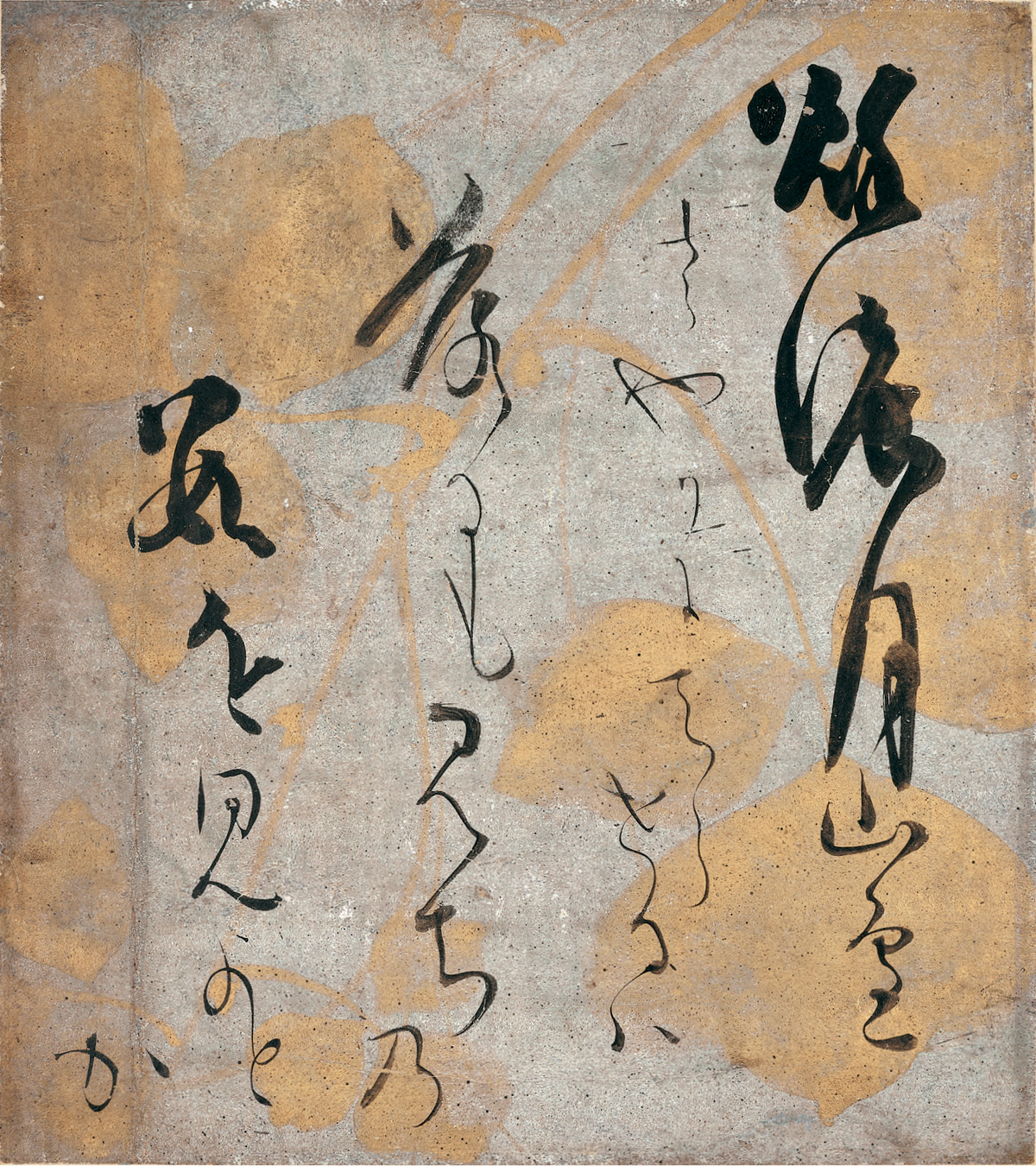
Poème du recueil de waka: Kokin wakashū. Feuille d'album, 18,3 × 16,3 cm. Encre et or sur papier. Calligraphie: Kōetsu, peinture: Sōtatsu. Minneapolis Institute of Art
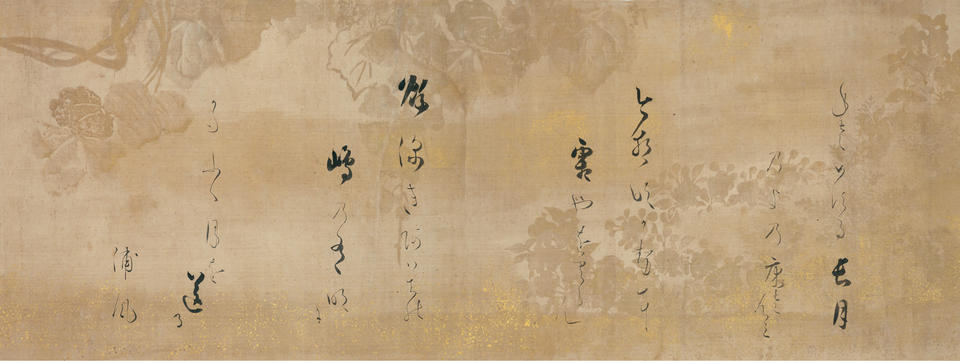
Douze poèmes du Shin kokin wakashū. Calligraphie: Kōetsu, peinture: Sōtatsu. Vers 1620. Rouleau, encre et or sur soie, 34 × 488 cm. Met
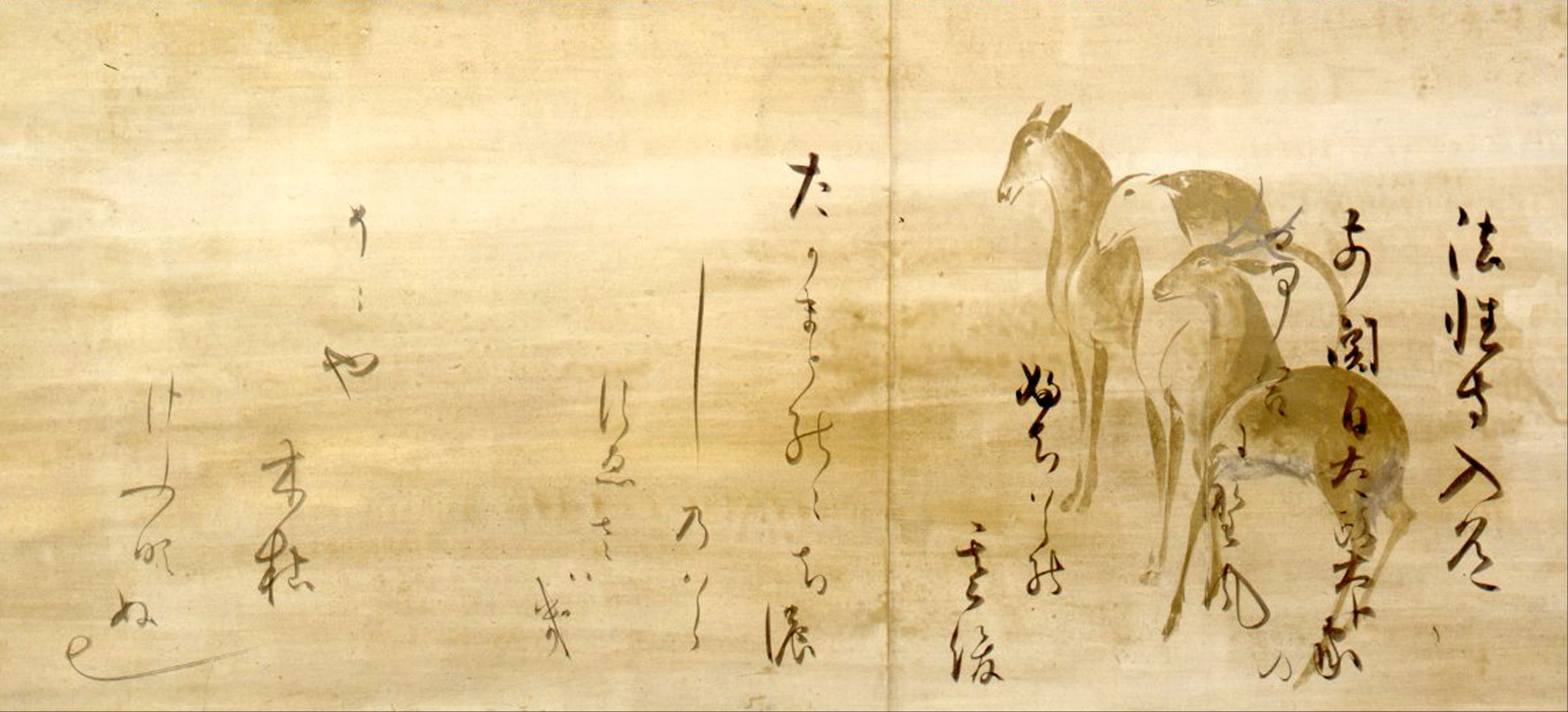
Poèmes et daims, détail. Kōetsu calligraphie, encre ; Sōtatsu peinture, lavis d'or et d'argent ; papier. H 34 cm, détail. Musée d'art MOA.

En 1615, le shōgun Ieyasu donne une terre à Kōetsu au village de Takagamine, nord-ouest de Kyōto, et un certain nombre d'artisans le rejoignent. Mais Sōtatsu reste à Kyōto. Leur collaboration s'achève alors.

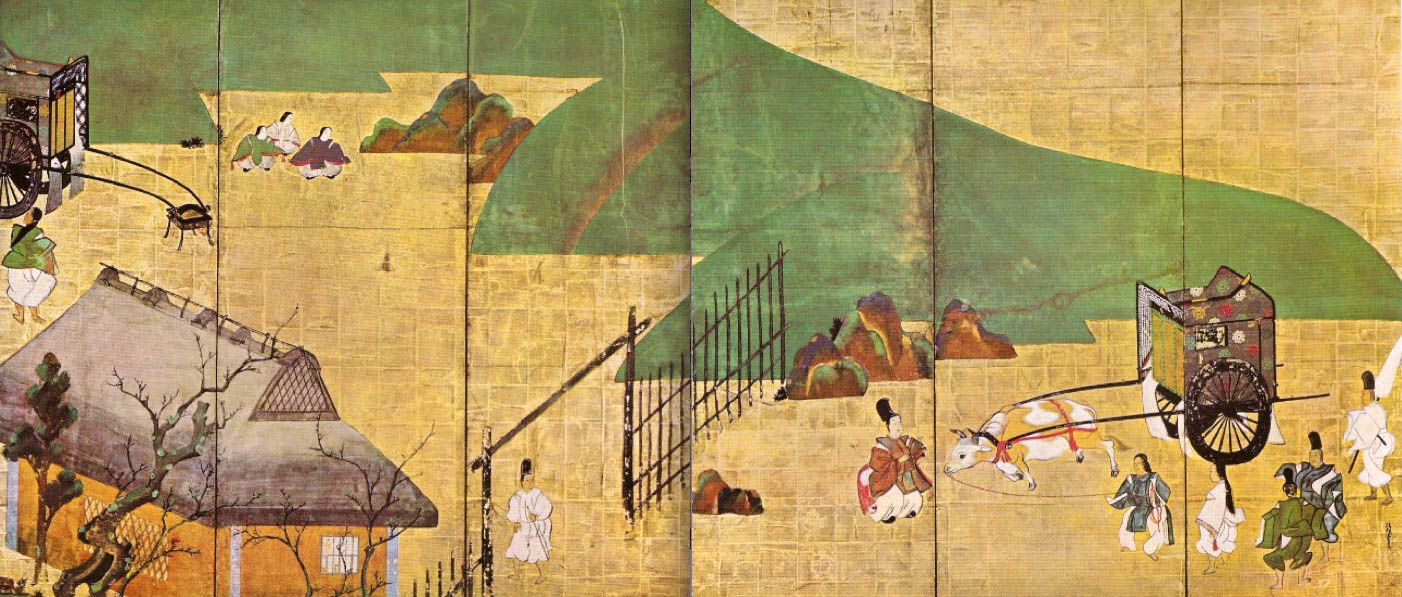
Tawaraya Sōtatsu. Le Dit du Genji : scène de Sekiya
1631. Paravent à 6 feuilles, or et couleurs sur papier
H. 152 ; L. 354 cm. Tokyo, Musée d'art Seikadō Bunko

#### Caractéristiques culturelles de l'époque de Heian
À cette époque de Heian le Japon s'émancipe, peu à peu, de son rapport à la Chine pour s'engager dans une voie originale. Bien que le chinois demeure la langue officielle de la Cour impériale de la période Heian, l'introduction des kana favorise le développement de la littérature japonaise. Ce sont les premiers romans de la littérature mondiale, comme Le Dit du Genji (XIe siècle), et les poèmes waka, tous écrits en caractères japonais et non en chinois classique.
La littérature ancienne mariait ainsi avec bonheur, le contenu narratif et l'expression poétique à la dextérité dans le maniement du pinceau pour la calligraphie en syllabaires japonais kana et aux pouvoirs évocateurs des couleurs, des formes identifiables par leur relation avec le texte, et de la beauté plus ou moins lumineuse des effets métalliques de l'or et de l'argent : le sens et sa puissance évocatrice naissant de tous ces éléments en échos les uns avec les autres.
La peinture Yamato, Yamato-e, pratiquée à l'époque de Heian, emploie des codes qui se démarquent aussi de la peinture chinoise, en particulier pour la représentation des scènes d'intérieur, selon la perspective aux toits enlevés fukinuki yatai, et dans la stylisation des corps en habits de cour, des hommes comme des femmes. Ce sont ces peintures qui enluminent les textes des romans, sur les emaki, et des poèmes, ou des contes, comme les contes d'Ise, sur des feuilles séparées. L'atelier Tawaraya produisait probablement ces feuilles séparées, carrées, shikishi, ou oblongues, tanzaku. Durant l'ère Keichō (11596-1615) l'atelier aura développé surtout le procédé de décoration des papiers par impression de gravures sur bois.

### Après 1615
C'est vers cette date que Sōtatsu est reconnu comme artiste de talent. On conserve de lui des peintures bien différentes des premières, plus grandes, plus colorées. En effet il semble ne plus pouvoir collaborer avec Kōetsu, et de nombreuses peintures figuratives, le plus souvent sur paravent, caractérisent cette nouvelle époque de sa vie d'artiste.

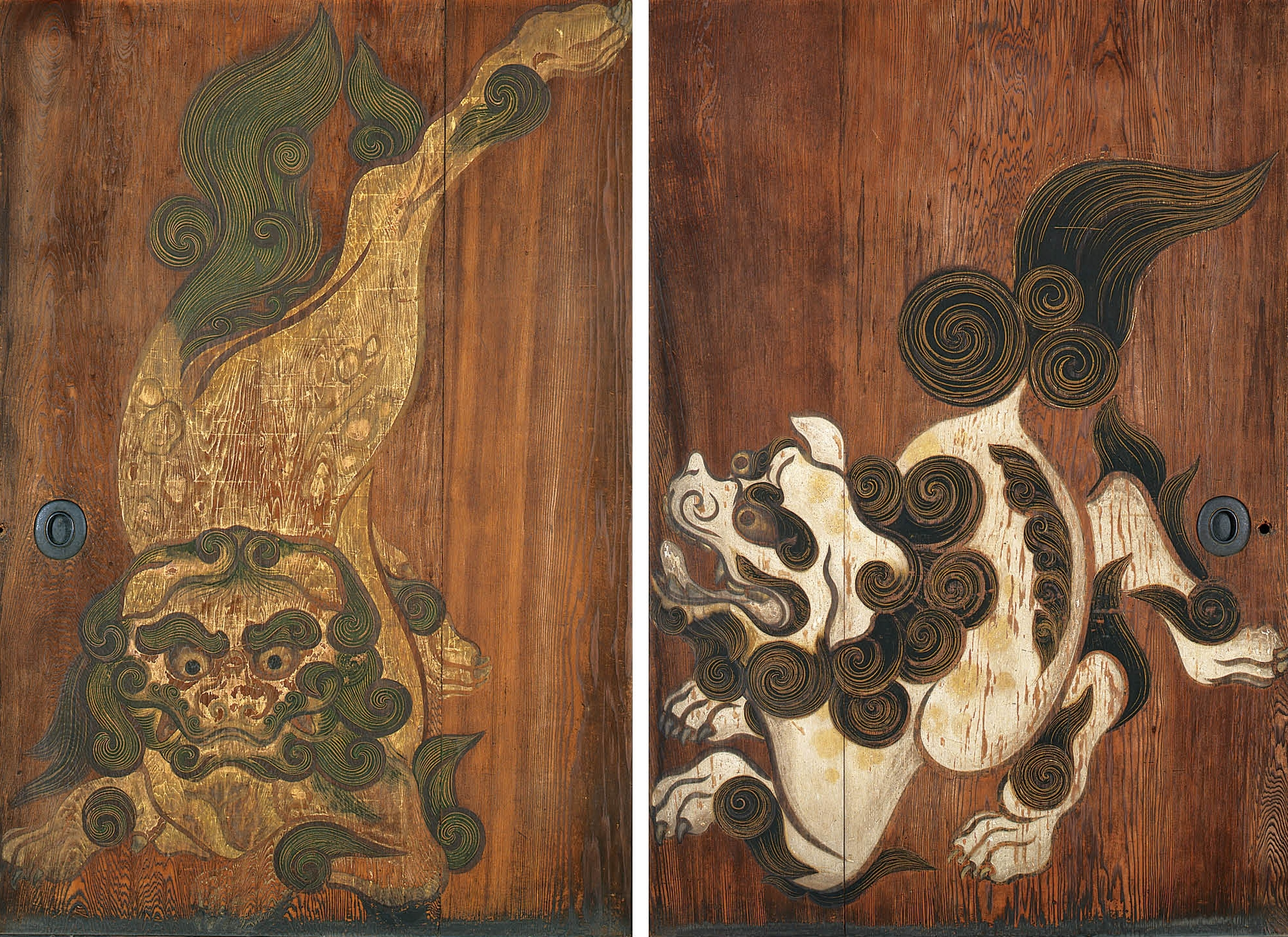
Lions chinois. 2 de 6 fusuma. Vers 1620[16]. Couleurs sur cèdre, ch. H. 182 ; L. 125 cm. Yōgen-in, Kyōto
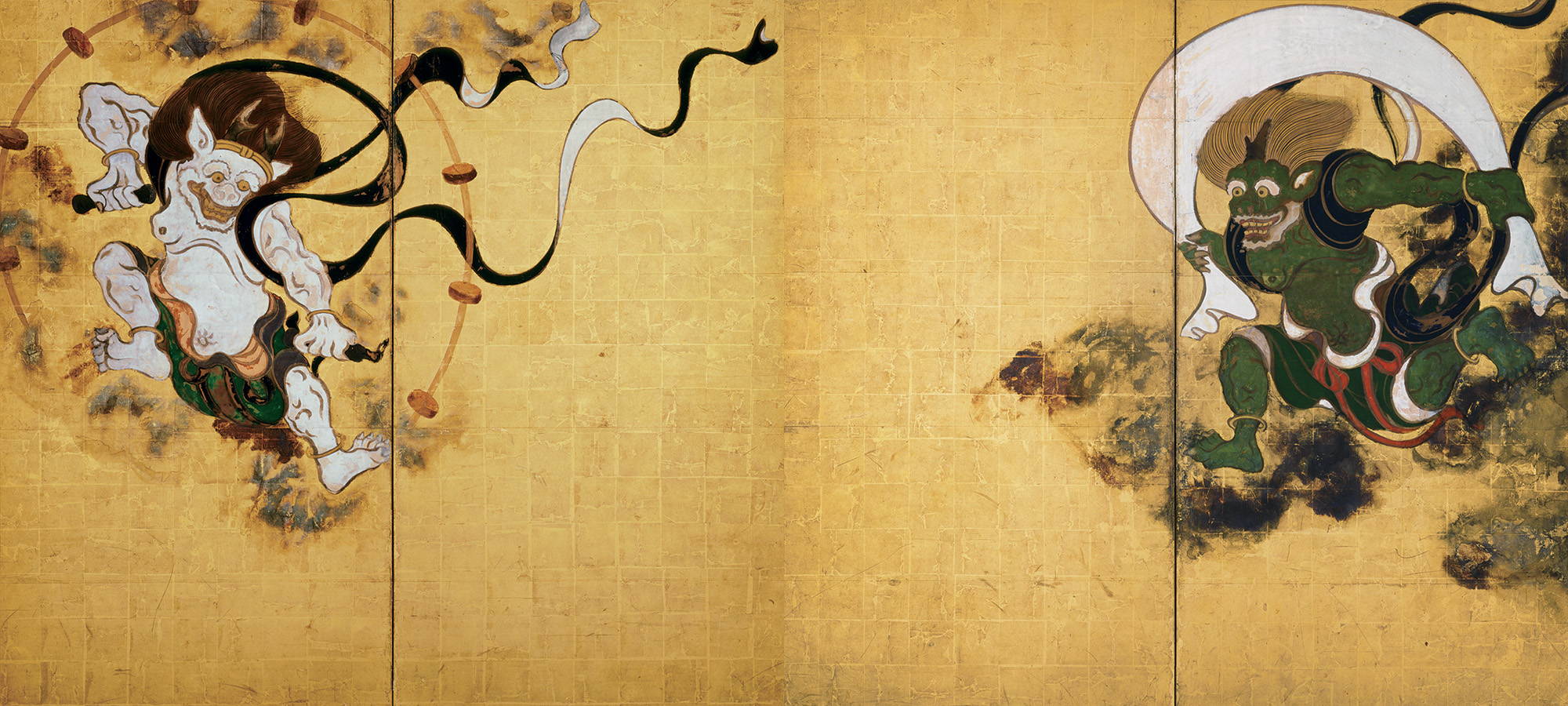
Les dieux du vent et du tonnerre. Tawaraya Sōtatsu. Paire de paravents à deux panneaux, non signés. Encre et couleurs sur fond d'or, sur papier. Vers 1626
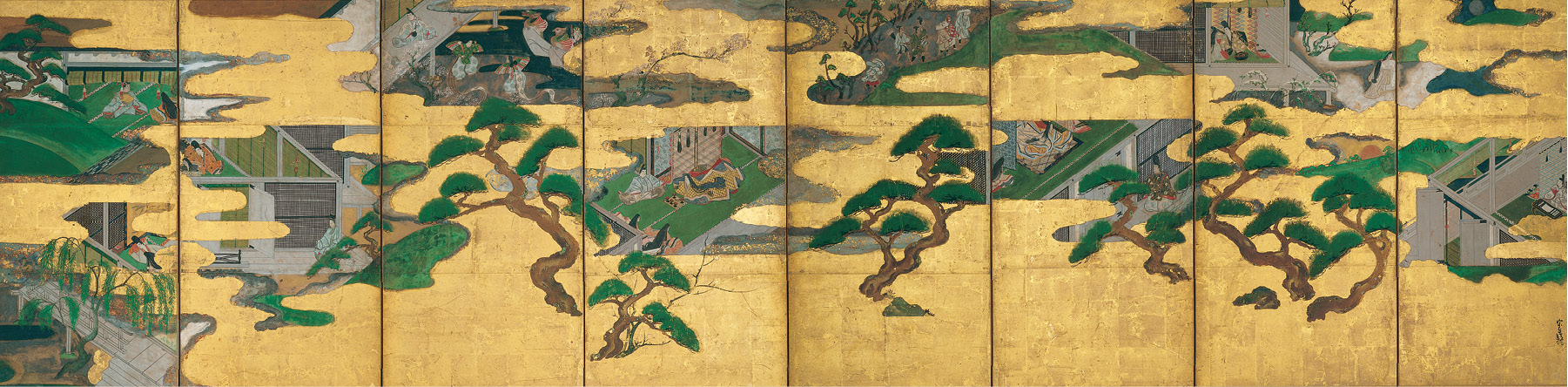
Huit chapitres du Dit du Gengi. Sōtatsu. Encre, couleur et or sur papier doré. Paravent à 8 feuilles, 81 × 327 cm. Met. Chaque paravent 154,5 × 169,8 cm. Kennin-ji, Kyōto

Pins noirs et érables. Paravent à 6 feuilles, L 3.62 ; H 1.51 m. Yamatane Museum of Art. Technique de tarashikomi sur les troncs des pins.
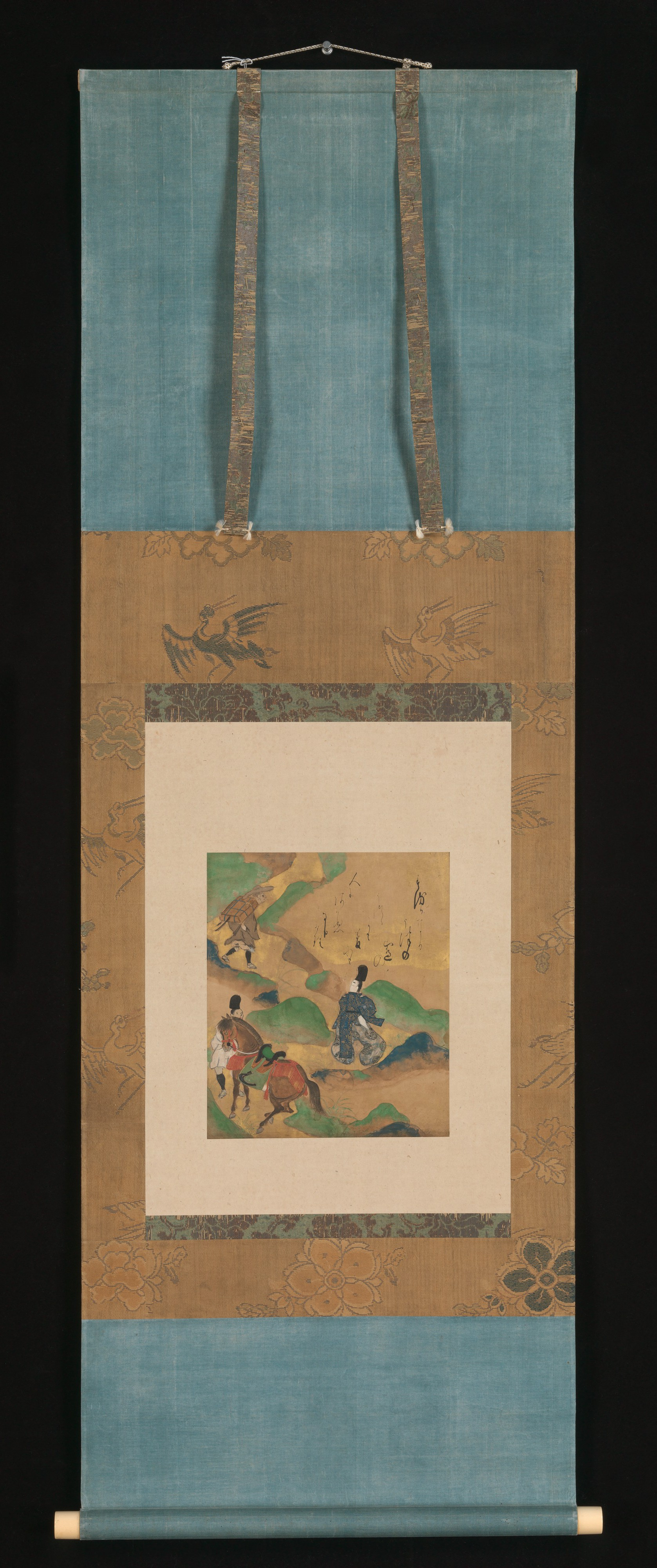
“Mont Utsu”, des Contes d'Ise (Ise monogatari), vers 1634. Feuille de poésie (shikishi), montée en rouleau suspendu, image: 24.6 ; 20.8 cm. Calligraphie Toshiharu (1611–1647), peinture: Sōtatsu. Met
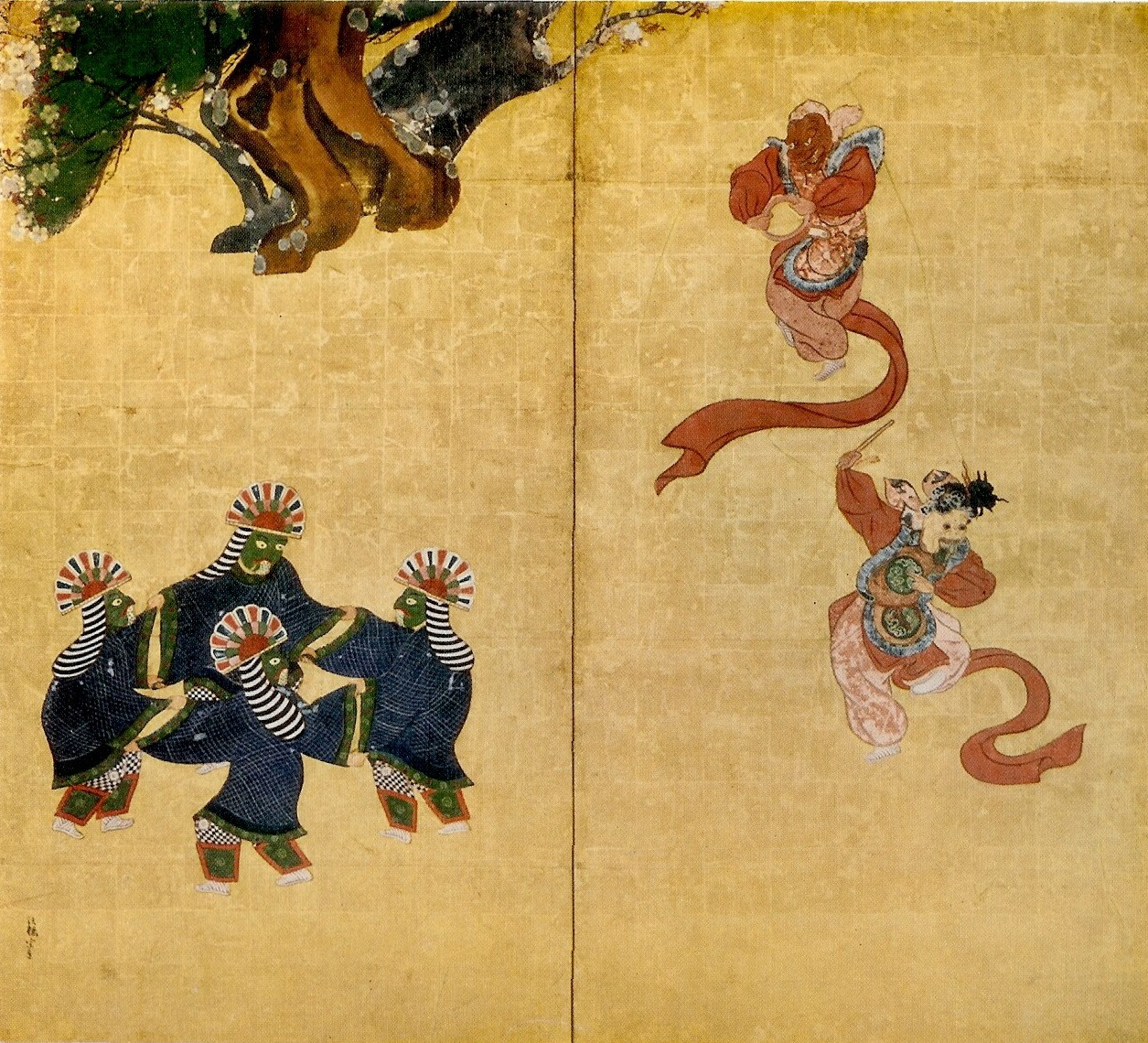
Danseurs de bugaku. Vers 1626[18]. Paire de paravents à deux panneaux. Encre, couleurs, or / papier. 169 x 165 cm. Daigo-ji, Kyoto

« Sōtatsu s'attache aussi bien à rendre la souplesse des lignes que la vigueur des accents et réussit à nuancer les surfaces unies par la technique tarashikomi (touches d'encre fraîchement posées qui, par aspersion d'eau, deviennent des taches dégradées). Il reprend par la suite, ces procédés dans ses peintures monochromes à l'Encre de Chine, introduisant dans l'art du lavis un sentiment décoratif nouveau, éloigné de la tradition chinoise et dans ses rouleaux et paravents en couleurs superposées pour former des harmonies imprévues. Il innove aussi [voir ses peintures monochromes : Canards sur l'étang aux lotus] dans le traitement des motifs dépourvus de cerne, selon l'antique parti chinois dit sans os. ».
Il réalise, en particulier, au cours de cette période, un grand nombre de paravents à l'encre et couleurs, sur fond d'or.
Ses grands paravents décoratifs sont, pour la plupart, signés « Hokkyō Sōtatsu » à côté d'un cachet rond. « Ce titre de hokkyō est une dignité sacerdotale élevée généralement accordée à des artistes hors pair ». Selon Miyeko Murase et d'autres, non mentionnés par Okudaira Shunroku, cette distinction aurait suivi la reconstruction du temple Yōgen-in, à Kyōto, en 1621, auquel Sōtatsu a participé avec les peintures des portes (peintes sur les deux faces: éléphants blancs et rhinocéros et, au dos, figures d'animaux fantastiques) et peintures des cloisons coulissantes avec de grands pins et rochers. Okudaira Shunroku suggère que ces peintures auraient été réalisées avant 1624. Cette datation approximative est l'un des très rares repère généralement accepté.
Sur les portes du Yōgen-in, les deux rhinocéros et les quatre animaux fantastiques aux allures, toutes, extraordinaires, sont des êtres protecteurs, certains contre les dangers de l'eau (rhinocéros) et contre les dangers du feu (sangei) ; bienvenus dans les temples exposés à ces deux risques permanents. Ces animaux sont habituellement traités de manière bien plus conventionnelle et plus statique, alors qu'ici ils apparaissent d'une manière totalement libre, originale et d'une exécution rapide. Les pins et rochers, quant à eux, semblent rappeler des paysages chinois en bleu et vert ; les troncs sont tout tachetés, selon un procédé qui deviendra le tarashikomi, par tache d'eau sur la peinture devenant des taches dégradées.

#### Style: peu de moyens déployés, variations du motif

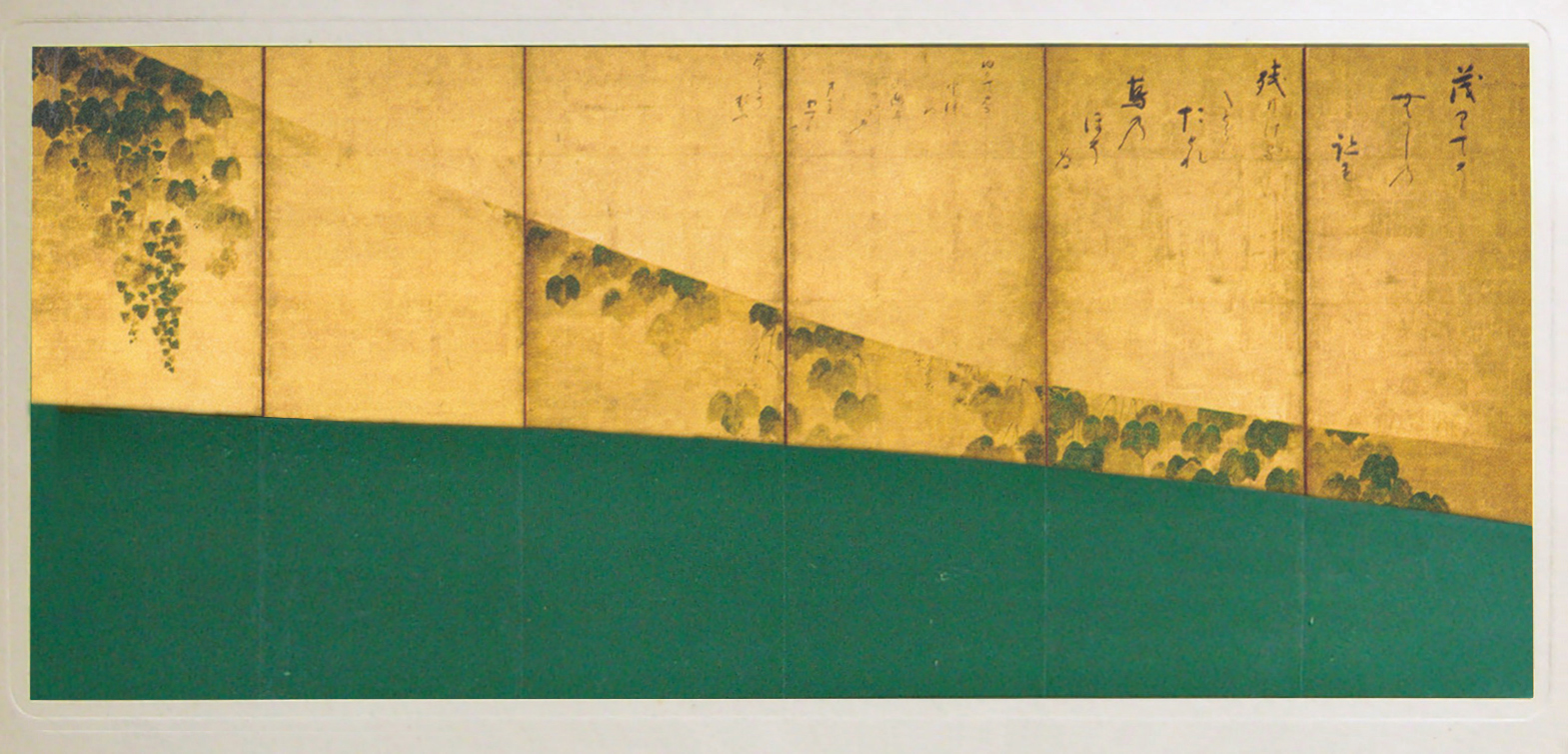
La sente aux lierres. Poèmes calligraphiés par Karasumaru Mitsuhiro. Paravent de gauche, L 3.57 ; H 1.58 m. Encre, couleur, or, argent / papier. Jōtentaku Museum

La paire de paravents, de grand format, aux poèmes de « La sente aux lierres » est tout à fait remarquable. Les deux paravents, placés l'un à côté de l'autre, composent un espace en continuité. Il évoque un chemin, celui que le lecteur des poèmes parcourt (le « chemin » pourrait faire allusion au temps, le temps étant, au moins, un des motifs du premier poème calligraphié). Le peintre utilise extrêmement peu de moyens, mais ils sont d'une parfaite efficacité poétique. Les lierres, autant de motifs jouant sur de subtiles variations, qui pendent de haut en bas viennent faire écho aux calligraphies, comme si la vue de ces feuillages, rencontrés par le voyageur évoquaient des poèmes. À la lecture du premier poème, en fait, deux poèmes se rencontrent, l'un, visible, l'autre, absent. Car le poème calligraphié renvoie à un autre, tiré des Contes d'Ise, qui, tous deux, rappellent le souvenir d'un manque, le manque de la (ou du) bien-aimé(e). Et si les deux paravents, comme pour isoler des personnes dans l'espace, étaient disposés en cercle, ils formeraient « une sorte de ruban de Möbius : le chemin devient alors le ciel, puis le ciel se fait chemin ».
Si dans cet exemple le peu de moyens déployés est particulièrement frappant, ce n'est pas un cas unique. Comparé aux autres peintres de son époque qui déploient une multitude de motifs, de grands effets, Sōtatsu en fait moins. On pourrait dire qu'il applique, toutes proportions gardées, le principe d'économie répandu dans une partie de l'art du XXe siècle : «  less is more ». Cette réduction des moyens - peu de motifs, quelques grandes formes, le tout articulé à la régularité verticale des calligraphies lorsqu'elles sont présentes - est ce qui caractérise le mieux l'œuvre de Tawaraya Sōtatsu, sachant qu'il s'adressait au Japon cultivé, imprégné de références littéraires subtiles.

## Exemples de poèmes illustrés
- Insomniaque amoureux,

Je vois l'aube pâlir.
Ô canards-mandarins qui passez,

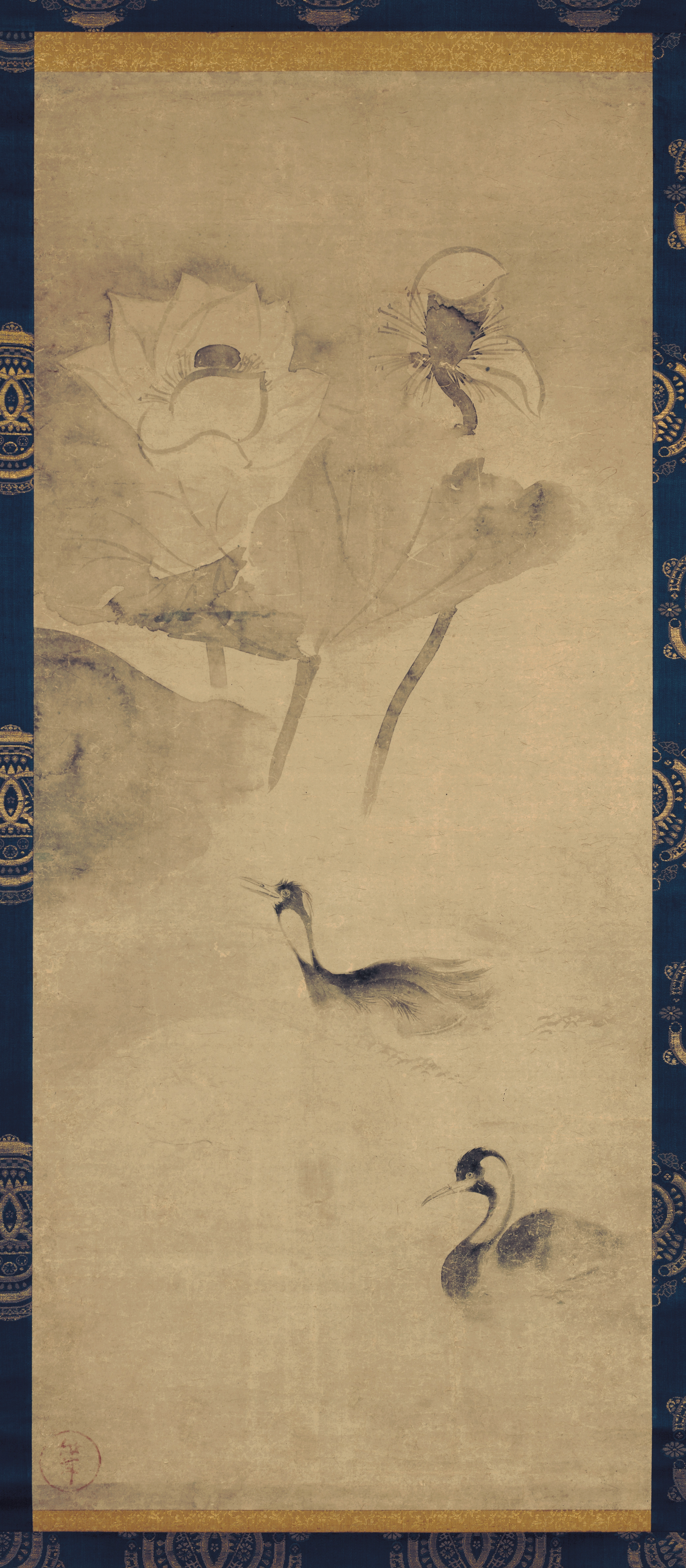
Canards sur l'étang aux lotus. Sōtatsu. Encre sur papier, H. 117 cm. Musée national, Tokyo

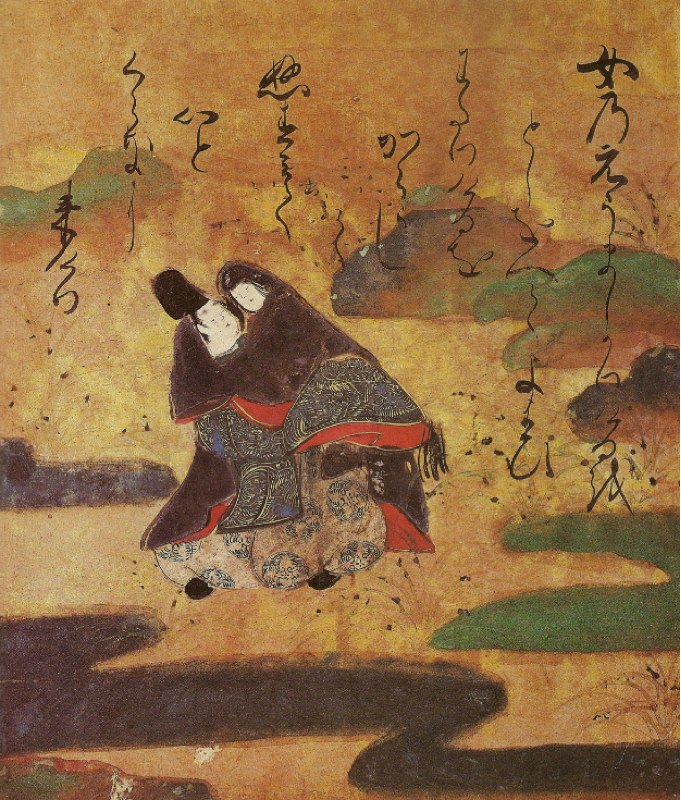
Scène de l'Ise-monogatari. Sōtatsu, XVIIe siècle. Encre et couleurs sur papier, H 24,7 ; L 21 cm. Musée Yamato Bunkakan

M'apportez-vous un message de mon aimée?
(Man'yōshū, XI, 2491 — VIIIe siècle)
« Sōtatsu n'est guère coutumier d'une telle discrétion. Ce lavis, extrêmement célèbre, est à dire vrai bien peu représentatif de sa manière, d'habitude infiniment plus contournée et bariolée. Dans la pâleur du demi-jour, les deux canards taquinés par un pinceau caressant, espiègle peut-on dire, voguent sur une eau qui se confond avec la brume de l'aube... (...) ».
- Scène de l'« Ise monogatari ».

Le goût du décor, qui est la marque de l'époque, ramène les artistes vers les romans aristocratiques de jadis, prétextes à des évocations résolument colorées, à de somptueux déploiements de tissus. Ici, une scène fameuse de l' Ise monogatari 6

Textuellement:
« un homme aimait infiniment une femme depuis longtemps.
Mais il ne pouvait l'avoir pour lui seul.
Il réussit à l'enlever et s'enfuit avec elle dans la nuit noire (...).
La nuit était avancée, le tonnerre grondait, la pluie tombait avec violence.
L'homme fit entrer la femme dans une grange en ruines, ignorant qu'il y eût des démons.
Avec son arc prêt, son carquois à l'épaule, il tint la garde à l'entrée, attendant l'aube.
Pendant ce temps, un démon avala la dame: Glup!
Elle poussa un cri: Anaya! qui se perdit dans le fracas de la foudre.
Quand il fit jour, l'homme alla trouver la femme. À sa place, rien!».

## Dans les musées
- Atami (musée d'art MOA):
  - Rouleau des cerfs, rouleau en longueur, encre d'or et argent sur papier.
- Cleveland (Mus. of Art):
  - Le prêtre zen Chôka, rouleau en hauteur, encre sur papier.
- Ishikawa (Yamakawa Foundation of Art) :
  - Maki, paravent à six feuilles, couleur sur papier.
- Kyōto (Musée national de Kyoto):
  - Canards sur l'étang aux lotus, encre sur papier (50x116 centimètres), poème de Man'yōshū.
  - Gibier d'eau dans l'étang aux lotus, rouleau en hauteur, encre sur papier, au registre des Trésors Nationaux.
  - Herbes et fleurs, couleurs sur papier d'or, quatre portes à glissières.
  - Herbes et fleurs, couleurs sur papier d'or, quatre portes à glissières, cachet de Inen.
  - Dragon rouleau en hauteur, encre sur papier.
- Kyōto (Temple Rokuô-in):
  - Bœufs, deux rouleaux en hauteur, encre sur papier, inscription de Karasumaru Mitsuhiro, au registre des Biens Culturels Importants.
- Kyōto (Temple Daigo-ji):
  - Bugaku, couleurs sur papier d'or, deux paravents à deux feuilles, au registre des Biens Culturels Importants.
  - Paravents aux onze éventails, couleurs sur papier d'or, deux paravents à deux feuilles.
  - Canards dans les roseaux, encre sur papier, deux écrans.
- Kyoto (Temple Kennin-ji):
  - Les Dieux du Tonnerre et du Vent, couleurs sur papier d'or, deux paravents à deux feuilles, au registre des Biens Culturels Importants.
- Kyoto (Temple Myoho-In) :
  - Érables, couleurs sur papier d'or, éventail.
- Kyoto (Temple Yōgen-in):
  - Pins et rochers, couleurs sur papier d'or, douze portes à glissières.
  - Animaux imaginaires, couleurs sur bois, quatre portes à glissières, au registre des Biens Culturels Importants.
- Nara (Musée Yamato Bunkakan):
  - Scène de l'Ise monogatari, encre et couleurs sur papier (21,1x24,7 centimètres).
- Tōkyō (Nat. Mus.):
  - Cerisiers et yamabuki (Kerries du Japon), couleurs sur papier, deux paravents à six feuilles, attribution.
  - Plantes des quatre saisons en fleurs, couleurs sur papier, deux paravents à six feuilles, cachet de Inen.
  - Dragon, rouleau en hauteur, encre sur papier.
  - Sankirai (herbes, rouleau en hauteur, couleurs légères sur papier.
- Tōkyō (Musée Goto):
  - Les mille grues, deux shikishi, encre d'or et d'argent sur papier.
- Tokyo (Hatakeyama Kinenka Mus.):
  - Fleurs et herbes des quatre saisons, rouleau en longueur,encre d'or et d'argent sur papier, par Sōtatsu et Kōetsu.
  - Gibier d'eau dans l'étang aux lotus, rouleau en hauteur, encre sur papier.
- Tokyo (Imperial Household Agency) :
  - Paravents aux quarante-huit éventails, couleurs sur papier, deux paravents à six feuilles, cachet de Inen.
  - Daim, rouleau en hauteur, encre sur papier.
- Tokyo (Okura Cultural Foundation):
  - Éventails flottants, couleur sur papier, deux paravents à six feuilles, cachet de Inen, au registre des Biens Culturels Importants.
- Tokyo (Seikadō Foundation):
  - Épisode Sekiya et épisode Miotsukushi du Genji monogatari, couleurssur papier d'or, deux paravents à six feuilles, au registre des Biens Culturels Importants.
- Tokyo (Yamatane Art Mus.):
  - Maki, pins chinois et érables, couleurs sur papier d'or, paravent à six feuilles, cachet de Taiseiken.
- Washington DC (Freer Gallery of Art):
  - Matsushima, couleurs sur papier, deux paravents à six feuilles.